# Тиранець суринамський
Тира́нець суринамський (Myiopagis flavivertex) — вид горобцеподібних птахів родини тиранових (Tyrannidae). Мешкає в Південній Америці.

## Опис
Довжина птаха становить 12,5-13 см, вага 12 г. Верхня частина тіла оливкова, тім'я дещо тьмяніше, на тімені малопомітна яскраво-жовта смуга. Крила темні з двома жовтими смугами. Горло і груди сірувато-оливкові, живіт жовтуватий.

## Поширення і екологія
Ареал суринамських тиранців є розірваним. Вони локально поширені на північному сході і півдні Венесуели (на схід від басейну Ориноко), на крайньому північному сході Колумбії, в Гаяні, Суринамі, Французькій Гвіані, в бразильській Амазонії (в долині річки Амазонка на сході до Пари і Амапи і в долині річки Мадейра до Рондонії), а також на північному сході Еквадору (Сукумбіос, Орельяна) та на північному сході Перу (схід Лорето, Укаялі).
Суринамські тиранці мешкають в середньому і нижньому ярусах заболочених і варзейських лісів (тропічних лісів у заплавах Амазонки і її притоків). Зустрічаються поодинці або парами, на висоті до 300 м над рівнем моря. Не приєднуються до змішаних зграй птахів. Живляться комахами.